# キャメル・ニュース・キャラバン
『ザ・キャメル・ニュース・キャラバン（The Camel News Caravan）』または『キャメル・キャラバン・オブ・ニュース（Camel Caravan of News）』は、アメリカ・NBCニュースによって1949年2月16日から1956年10月26日まで放送された15分間のテレビニュース番組。R.J.レイノルズ・タバコ・カンパニーが製造する紙巻きたばこ「キャメル」ブランドがスポンサーであり、ジョン・キャメロン・スウェイジがアンカーを務めたこの番組は、フィルムニュース映画ではなくNBCで撮影されたニュース記事を使用した初のNBCニュース番組であった。現在、放送されている『NBCナイトリーニュース』の起源となる番組でもある。1954年2月16日、16mmカラーフィルムを使用した初のカラーニュース番組となった。1955年初頭、R.J.レイノルズはスポンサーシップを週3日に削減した。他の日はクライスラーのプリムス部門がスポンサーを務め、その日の番組は『プリムス・ニュース・キャラバン（Plymouth News Caravan）』と銘打たれていた。デイビッド・ブリンクリーという若いワシントン担当記者を特集し、ライバルのCBS『ダグラス・エドワーズ・ウィズ・ザ・ニュース（Douglas Edwards with the News）』と競合した。より多くのリソースを備えた『ニュース・キャラバン』は、1955年までCBSの競争よりも多くの視聴者を集めた。
1948年2月16日にNBCによって『NBCテレビジョン・ニュースリール』として開始され、後に『キャメル・ニュースリール・シアター』として、フォックス・ムービートーン・ニュースのニュース映画を特集した10分間の番組として始まった。ジョン・キャメロン・スウェイジがシリーズのナレーションを担当した。『キャメル・ニュース・キャラバン』は『キャメル・ニュースリール・シアター』の拡張版で、スウェイジがカメラに登場した。『キャメル・キャラバン・オブ・ニュース』としても知られていた。

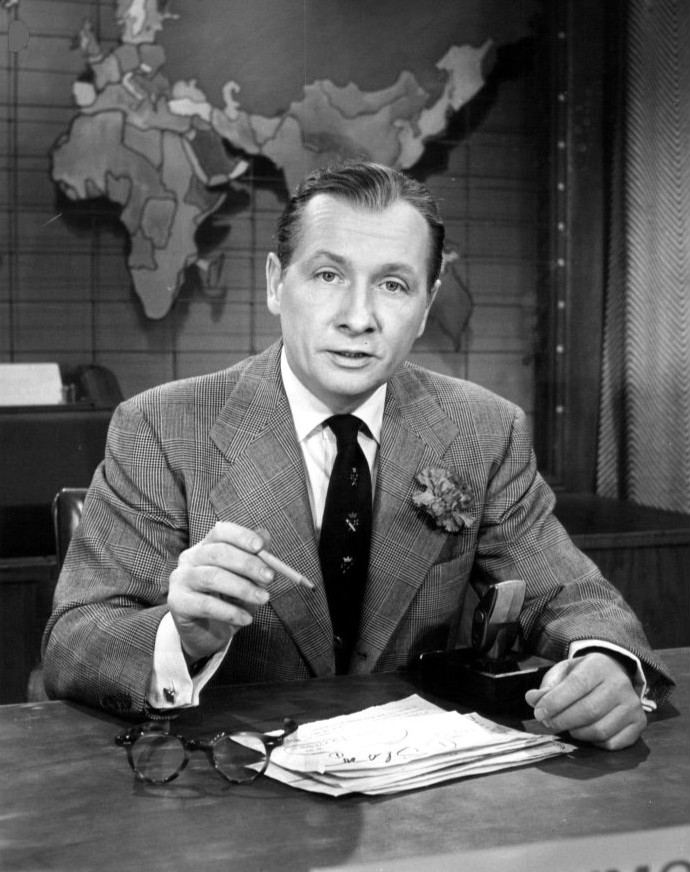
ジョン・キャメロン・スウェイジの1955年のリポート。

1956年10月29日に『ハントリー＝ブリンクリー・リポート』に置き換えられた。ドワイト・D・アイゼンハワー大統領（当時）はNBCのホワイトハウス担当記者に、大統領がこの番組変更に不満を抱いていると伝えた:73。1961年末から1962年初めにかけて、スウェイジはABCニュースの夕方ニュース番組の3人のアンカーのうちの1人を務めた:140-41が、タイメックス時計のコマーシャルへの出演で最もよく知られるようになった。